# Championnat d'Algérie de football de Régional 1
 (février 2017).
Si vous disposez d'ouvrages ou d'articles de référence ou si vous connaissez des sites web de qualité traitant du thème abordé ici, merci de compléter l'article en donnant les références utiles à sa vérifiabilité et en les liant à la section « Notes et références ».
Le Championnat d'Algérie de football de Régional 1 simplifiée en Régionale I rassemble les clubs algériens de niveau régional et qui sont à statut amateur et qui est l'équivalent d'une quatrième division, soit tous les clubs des divisions inférieures à la D1 professionnelle, à la D2 et à la D3 (inter-régions) amateurs.

## Organisation
Le championnat de la quatrième division est répartis en neuf sous-régions, Alger et Blida (région Centre), Oran et Saïda (région Ouest), Annaba, Constantine et Batna (région Est) , Béchar (région Sud-ouest) et Ouargla (région Sud-est).

## Histoire du championnat de D4
La première édition a eu lieu lors de la saison 1963-1964, elle était composée de trois groupes, Centre, Est et Ouest,.

## Palmarès de la D4
| Palmarès du Championnat d'Algérie de 3e division                                                          | Palmarès du Championnat d'Algérie de 3e division | Palmarès du Championnat d'Algérie de 3e division                                      | Palmarès du Championnat d'Algérie de 3e division                        | Palmarès du Championnat d'Algérie de 3e division                                         | Palmarès du Championnat d'Algérie de 3e division |
| Saison | Groupe                                           | Champion                                                                              | Vice-champion                                                           | Troisième                                                                                | Nbr de clubs                                     |
| Deuxième division 1963-1964                                                                               | Deuxième division 1963-1964                      | Deuxième division 1963-1964                                                           | Deuxième division 1963-1964                                             | Deuxième division 1963-1964                                                              | Deuxième division 1963-1964                      |
| --- | ------------------------------------------------ | ------------------------------------------------------------------------------------- | ----------------------------------------------------------------------- | ---------------------------------------------------------------------------------------- | ------------------------------------------------ |
| 1963–1964                                                                                                 | Ouest                                            | ...                                                                                   | ...                                                                     | ...                                                                                      | 14                                               |
| 1963–1964                                                                                                 | Centre                                           |                                                                                       |                                                                         |                                                                                          | 14                                               |
| 1963–1964                                                                                                 | Est                                              |                                                                                       |                                                                         |                                                                                          | 14                                               |
| Première division 1964-1966                                                                               |                                                  |                                                                                       |                                                                         |                                                                                          |                                                  |
| 1964–1965                                                                                                 | Ouest                                            | ...                                                                                   | ...                                                                     | ...                                                                                      | 14                                               |
| 1964–1965                                                                                                 | Centre                                           |                                                                                       |                                                                         |                                                                                          | 14                                               |
| 1964–1965                                                                                                 | Est                                              |                                                                                       |                                                                         |                                                                                          | 14                                               |
| Promotion d'honneur 1966-1988                                                                             |                                                  |                                                                                       |                                                                         |                                                                                          |                                                  |
| 1968–1969                                                                                                 | Ouest                                            | Gr. A : WAF Mostaganem Gr. B : WAC Mercier Lacombe                                    | Gr. A : OM Arzew Gr. B : JSM Tlemcen                                    | Gr. A : FC Frenda Gr. B : JS Saoura                                                      | 2x14                                             |
| 1968–1969                                                                                                 | Centre                                           | Gr. A : ... Gr. B : ...                                                               |                                                                         |                                                                                          | 2x14                                             |
| 1968–1969                                                                                                 | Est                                              | Gr. A : ... Gr. B : ...                                                               |                                                                         |                                                                                          | 2x14                                             |
| 1969–1970                                                                                                 | Ouest                                            | Gr. A : CS Sonatrach Oran Gr. B : USM Témouchent Gr. C : JS Saoura Gr. D : ASPTT Oran | Gr. A : US Remchi Gr. B : COS Mascara Gr. C : CAS Oran Gr. D : OM Arzew | Gr. A : SSEP Marnia Gr. B : ONACO Bel-Abbès Gr. C : CA Planteurs Gr. D : US Douanes Oran | 4x12                                             |
| 1969–1970                                                                                                 | Centre                                           | Gr. A : ... Gr. B : ... Gr. C : ... Gr. D : ...                                       |                                                                         |                                                                                          | 4x12                                             |
| 1969–1970                                                                                                 | Est                                              | Gr. A : ... Gr. B : ... Gr. C : ... Gr. D : ...                                       |                                                                         |                                                                                          | 4x12                                             |
| Division d'honneur 1988-1999                                                                              |                                                  |                                                                                       |                                                                         |                                                                                          |                                                  |
| 1995–1996                                                                                                 | Ouest                                            | Gr. A : ... Gr. B : ... Gr. C : ...                                                   |                                                                         |                                                                                          | 3x14                                             |
| 1995–1996                                                                                                 | Centre                                           | Gr. A : ... Gr. B : ... Gr. C : ...                                                   |                                                                         |                                                                                          | 3x14                                             |
| 1995–1996                                                                                                 | Est                                              | Gr. A : ... Gr. B : ... Gr. C : ...                                                   |                                                                         |                                                                                          | 3x14                                             |
| Régionale un 2004-2010                                                                                    |                                                  |                                                                                       |                                                                         |                                                                                          |                                                  |
| 2004-2005 José Batalha, « Algeria 2004/05 », sur rsssf.com, 15 octobre 2005 (consulté le 26 juillet 2015) | LRF Alger                                        | WR Bentalha                                                                           | CR Zemmouri                                                             | JS Bordj Menaiel                                                                         | 16                                               |
| 2004-2005 José Batalha, « Algeria 2004/05 », sur rsssf.com, 15 octobre 2005 (consulté le 26 juillet 2015) | LRF Oran                                         | CRB Ain El Turck                                                                      | CRB Bethioua                                                            | Nasr Es Senia                                                                            | 16                                               |
| 2004-2005 José Batalha, « Algeria 2004/05 », sur rsssf.com, 15 octobre 2005 (consulté le 26 juillet 2015) | LRF Constantine                                  | JB Ain Kercha                                                                         | MB Constantine                                                          | CRB Ain Fakroun                                                                          | 16                                               |
| 2004-2005 José Batalha, « Algeria 2004/05 », sur rsssf.com, 15 octobre 2005 (consulté le 26 juillet 2015) | LRF Batna                                        | AB Merouana                                                                           | USM Khenchela                                                           | AS Bordj Ghedir                                                                          | 16                                               |
| 2004-2005 José Batalha, « Algeria 2004/05 », sur rsssf.com, 15 octobre 2005 (consulté le 26 juillet 2015) | LRF Blida                                        | CR Zaouia                                                                             | ...                                                                     | ...                                                                                      | 16                                               |
| 2004-2005 José Batalha, « Algeria 2004/05 », sur rsssf.com, 15 octobre 2005 (consulté le 26 juillet 2015) | LRF Saida                                        | SC Mecheria                                                                           | WAB Tissemsilt                                                          | ARB Ghriss                                                                               | 16                                               |
| 2004-2005 José Batalha, « Algeria 2004/05 », sur rsssf.com, 15 octobre 2005 (consulté le 26 juillet 2015) | LRF Annaba                                       | CRB Dréan                                                                             | OS Ouanza                                                               | JM Sidi Salem                                                                            | 16                                               |
| 2004-2005 José Batalha, « Algeria 2004/05 », sur rsssf.com, 15 octobre 2005 (consulté le 26 juillet 2015) | LRF Ouargla                                      | IRB Nezla                                                                             | USB Hassi R'mel                                                         | WA Tiksebt                                                                               | 16                                               |
| 2004-2005 José Batalha, « Algeria 2004/05 », sur rsssf.com, 15 octobre 2005 (consulté le 26 juillet 2015) | LRF Béchar                                       | CRB Adrar                                                                             | ...                                                                     | ...                                                                                      | 16                                               |
| Inter-Régions 2010-2020                                                                                   |                                                  |                                                                                       |                                                                         |                                                                                          |                                                  |
| 2010-2011                                                                                                 | Ouest                                            | ...                                                                                   | ...                                                                     | ...                                                                                      | 16                                               |
| 2010-2011                                                                                                 | Centre                                           |                                                                                       |                                                                         |                                                                                          | 16                                               |
| 2010-2011                                                                                                 | Est                                              |                                                                                       |                                                                         |                                                                                          | 14                                               |
| 2010-2011                                                                                                 | Centre-Ouest                                     |                                                                                       |                                                                         |                                                                                          | 16                                               |
| 2010-2011                                                                                                 | Centre -Est                                      |                                                                                       |                                                                         |                                                                                          | 16                                               |
| Régionale un (depuis 2020)                                                                                |                                                  |                                                                                       |                                                                         |                                                                                          |                                                  |
| 2020-2021                                                                                                 | saison blanche                                   | saison blanche                                                                        | saison blanche                                                          | saison blanche                                                                           | saison blanche                                   |
| 2023-2024                                                                                                 | LRF Alger                                        | JS Tixéraine                                                                          | CRB Bordj El Kiffan                                                     | JS Akbou                                                                                 | 16                                               |
| 2023-2024                                                                                                 | LRF Oran                                         | O Sidi Ben Adda                                                                       | WB Ouled Mimoun                                                         | CRB Mazouna                                                                              | 16                                               |
| 2023-2024                                                                                                 | LRF Constantine                                  | A El Eulma                                                                            | SA Sétif                                                                | CRB El Milia                                                                             | 16                                               |
| 2023-2024                                                                                                 | LRF Batna                                        | NRC Boujelbana                                                                        | AB Merouana                                                             | CRB Kais                                                                                 | 16                                               |
| 2023-2024                                                                                                 | LRF Blida                                        | MS Cherchell                                                                          | MC Ouled Yaiche                                                         | CRB Chiffa                                                                               | 16                                               |
| 2023-2024                                                                                                 | LRF Saida                                        | CA Sidi Abdelmoumen                                                                   | O Medrissa                                                              | CRB Takhemaret                                                                           | 16                                               |
| 2023-2024                                                                                                 | LRF Annaba                                       | IRB Sedrata                                                                           | ES Souk Ahras                                                           | USM Bouni                                                                                | 16                                               |
| 2023-2024                                                                                                 | LRF Ouargla                                      | CRB Djamea - IB Laghouat                                                              | ...                                                                     | ...                                                                                      | 16                                               |
| 2023-2024                                                                                                 | LRF Béchar                                       | USM Tindouf - MCH El Abiodh Sidi Cheikh                                               | ...                                                                     | ...                                                                                      | 16                                               |